# Tresserre
Tresserre – miejscowość i gmina we Francji, w regionie Oksytania, w departamencie Pireneje Wschodnie.
Według danych na rok 1990 gminę zamieszkiwały 503 osoby, a gęstość zaludnienia wynosiła 45 osób/km² (wśród 1545 gmin Langwedocji-Roussillon Tresserre plasuje się na 519. miejscu pod względem liczby ludności, natomiast pod względem powierzchni na miejscu 693.).